# Феодор Кройлендский
Феодор — игумен, мученик Кройлендский сотоварищи (+870), память 9 апреля по старому стилю.

## Биография
Святой Феодор, игумен Кройлендский, был замучен при нашествии датчан.(en:Croyland) вместе с братьями, из которых по именам известны:
- Аскега (Askega), приор;
- Светин (Swethin), субприор;
- Элфгет (Elfgete), диакон;
- Савин (Savinus), субдиакон;
- Эдгред (Egdred) и Ульрик (Ulrick), алтарники;
- Гримкельд (Grimkeld) и Агамунд (Agamund), иначе — Аргамунд (Argamund), оба — столетние старцы,